# Hoplopleura chrotomydis
Hoplopleura chrotomydis är en insektsart som beskrevs av Ferris 1921. Hoplopleura chrotomydis ingår i släktet Hoplopleura och familjen gnagarlöss. Inga underarter finns listade i Catalogue of Life.